# 169e régiment d'infanterie (France)
Le 169e régiment d'infanterie (169e RI) est un régiment d'infanterie de l'Armée de terre française créé sous la Révolution à partir de la 169e demi-brigade de première formation. Appartenant aux unités surnommées « les Loups » ou « les Loups de Bois-le-Prêtre »

## Création et différentes dénominations
- Il n'existe pas, avant 1912, de régiment ayant porté ce numéro.
- 1913 : 169e Régiment d'Infanterie
- 1914 : À la mobilisation, il met sur pied son régiment de réserve, le 369e Régiment d'Infanterie

## Chefs de corps

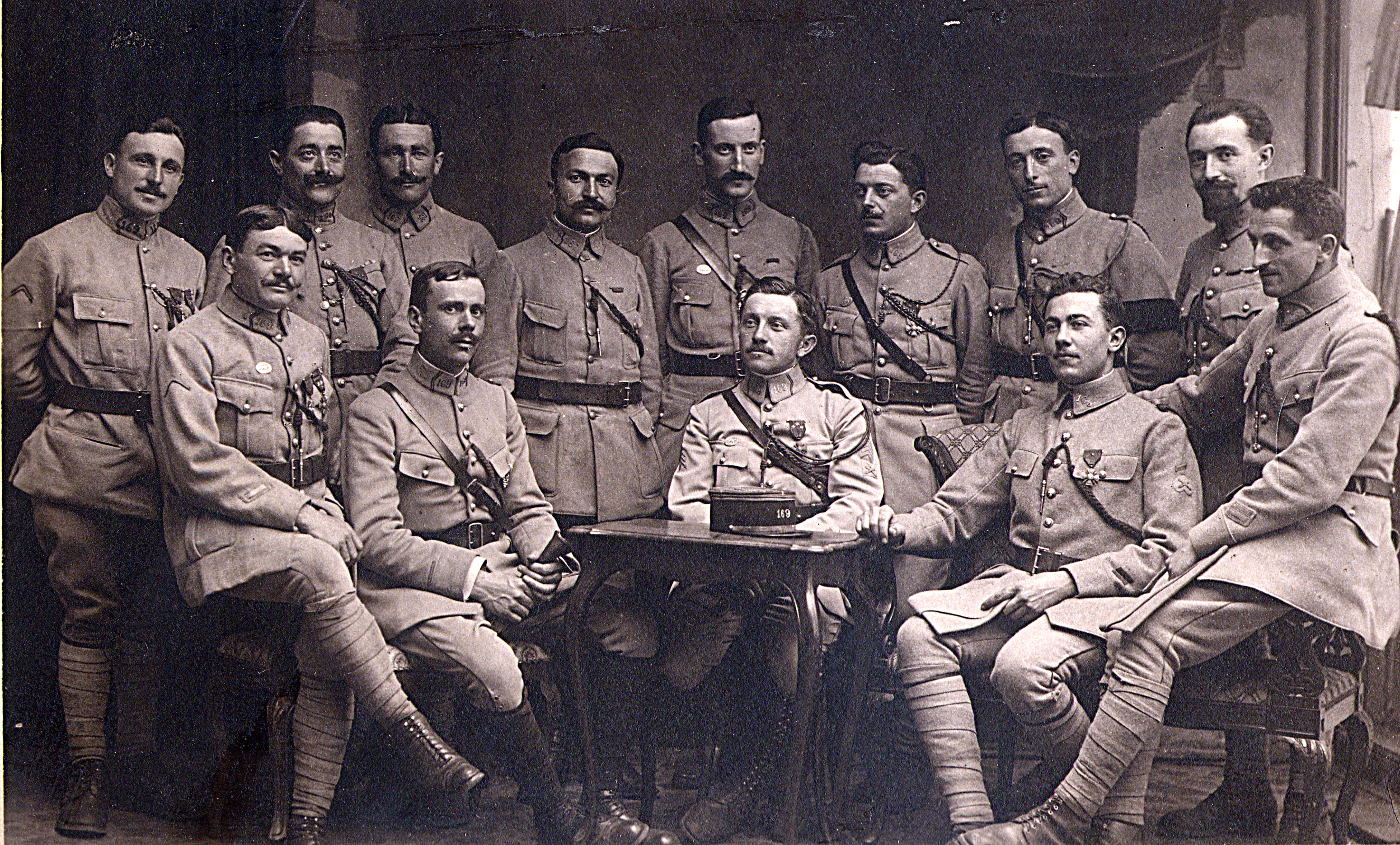
Officiers et sous officiers du vers 1918

- 22 juillet - 11 septembre 1914 : Lieutenant Colonel Brault.
- 15 septembre 1914 - 13 août 1915 : Lieutenant Colonel Mondain.
- 13 août - 25 septembre 1915 : Lieutenant Colonel Duchaussoy.
- 25 septembre 1915 - 25 juillet 1916 : Lieutenant Colonel Saint-Germain.
- 25 juillet 1916 - 1917 : Lieutenant Colonel Jacob.
- 1917 - 11 novembre 1918 : Colonel Allie.
- Juillet 1919 : Colonel Mellier.

## Historique des garnisons, combats et batailles du169eRI
Il n'existe pas, avant 1912, de régiment ayant porté ce numéro.

### Première Guerre mondiale
En 1914 ; Casernement : Toul, Bourlemont, Pont-Saint-Vincent
Régiment affecté à la défense de la forteresse de Toul
Brigade active de Toul (sept.- déc.) (?)
Rattachements :
- 73e Division d'Infanterie d'août à juin 1915.
- 128e Division d'Infanterie (256e brigade) de juin 1915 à novembre 1918.

#### 1914
- Victoires de Lorraine : Sainte-Geneviève, Forêt de Champenoux (fin août début sept)
- Bataille de la Woëvre et des Hauts-de-Meuse : Hauts-de-Meuse (6 novembre), Maucourt sur Orne (7 novembre) Mogeville et St Rémi (8 novembre)
- Reprise de l'offensive : Bois le Prêtre (7-15 décembre)
- Le régiment s'immortalise en héritant du titre « Des loups » donné par l'Allemand lui-même.

#### 1915
- Woëvre (janvier-juin) : bois-le-Prêtre, Croix des Carmes, tranchée de Fay, Quart en Réserve
- Offensives de Woëvre : Fey-en-Haye (1er avril)
- Argonne : bois de la Gruerie (juil-septembre), Secteur de Saint-Thomas, La Harazée
- bataille de Champagne : Binarville, bois Beaurin (septembre)

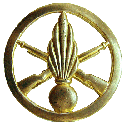
insigne de béret d'infanterie

#### 1916
- Lorraine (jusque juin) : Emberménil
- Bataille de Verdun (juillet) : Vaux Chapitre, Souville, Chapelle Sainte-Fine

#### 1917
- Bataille du Chemin des Dames (avril-mai)
- en Champagne : Mont sans Nom
- Verdun : Les Chambrettes (29 août), Les Fond des Caures (25 novembre), Samogneux

#### 1918
- Lorraine (déc. 17-avril) : Badonviller
- Marne (mai-juillet) ferme Saint-Paul, Corcy, Louâtre, les Brussettes
- Soissons (août) : Autrêches, Morsain, fermes Saint Léger et Mareuil, Montécouvé, Moulin de Laffaux (sept.)
- Flandres : Staden, La Lys, Nokere, Audenarde.
- Belgique : Chechateine

### Entre-deux-guerres

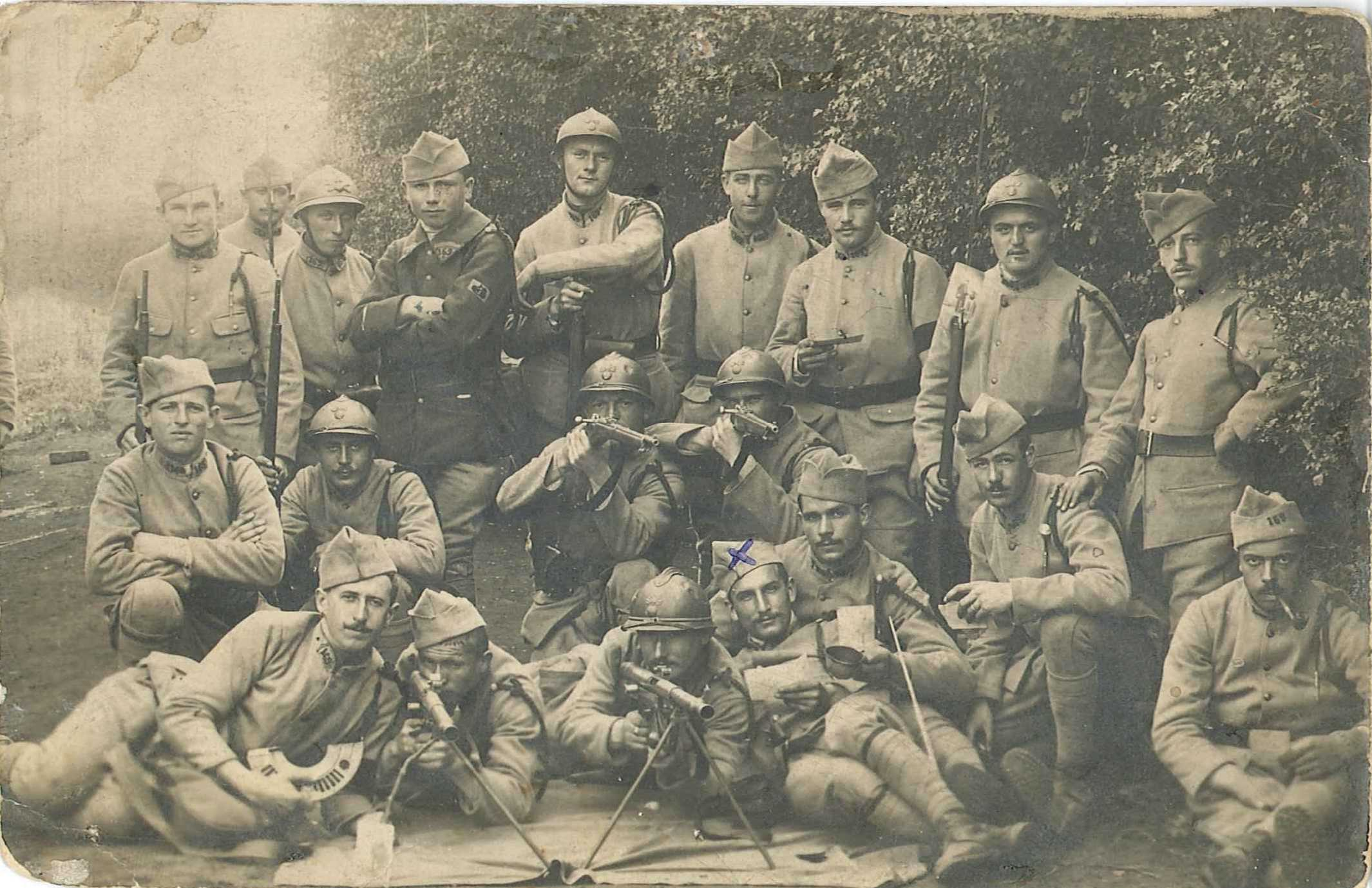
Soldats du à une date inconnue.

Le secteur fortifié de Thionville regroupe sous un même commandement les différents éléments, servis en temps de paix par l’effectif d’un régiment d'infanterie de forteresse (RIF), effectif qui se trouve réparti en temps de guerre en trois régiments affectés chacun à un sous-secteur. Dans le cas de Thionville, les sous-secteurs sont celui d’Angevillers avec le 169eRIF, celui d’Hettange-Grande avec le 168e RIF et celui d’Elzange avec le 167e RIF. Les sous-secteurs correspondant aux casernements créés pour l’occasion.

### Seconde Guerre mondiale
Formé le 27 août 1939 comme 169e régiment d'infanterie de forteresse, il fait partie des Troupes de Forteresses du Secteur fortifié de Thionville de la Ligne Maginot. Région Militaire, Centre Mobilisateur d'infanterie ; réserve A RIF type Metz/Lauter ; il est mis sur pied par le CMI 61 Thionville.

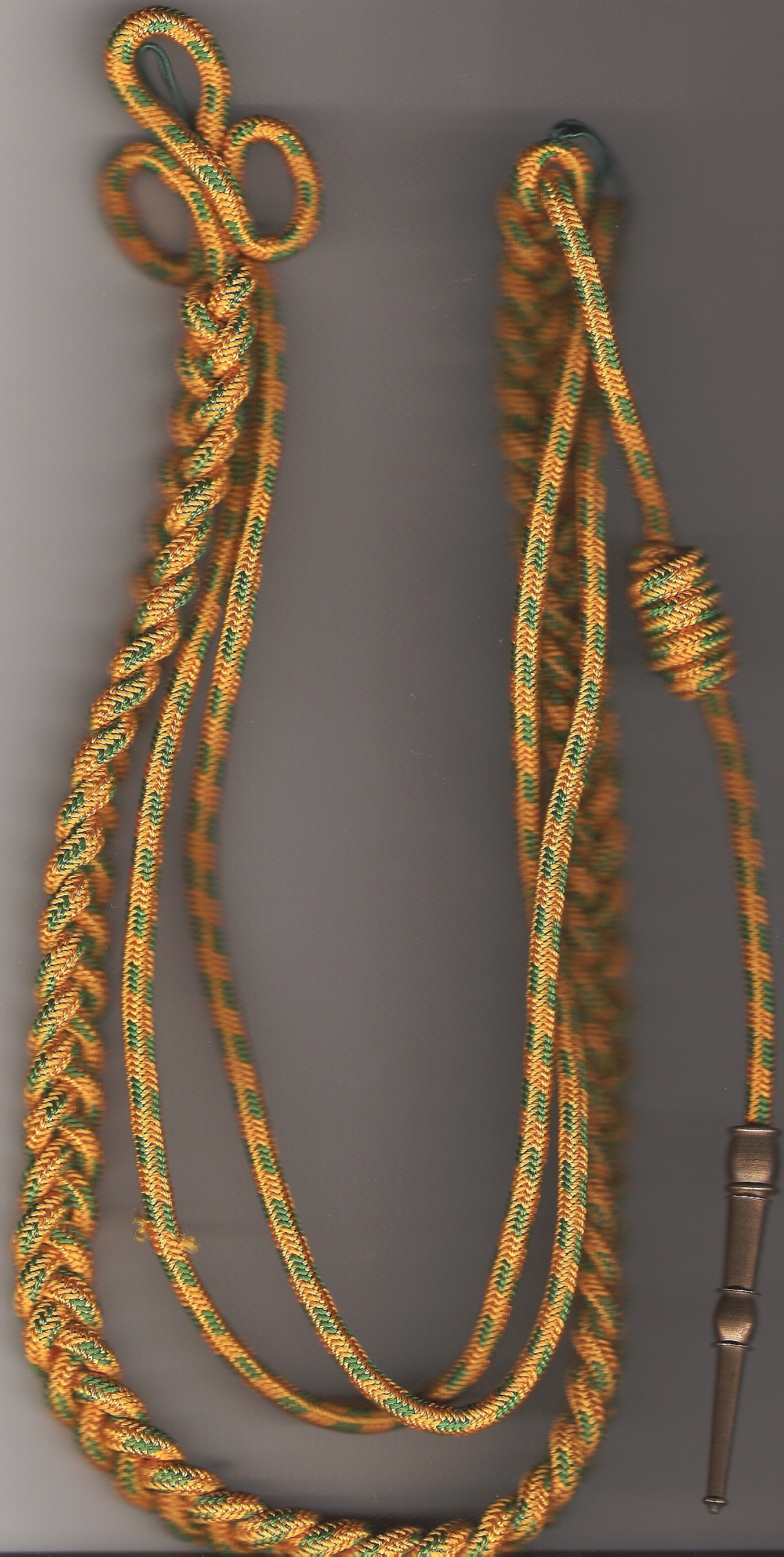
fourragère aux couleurs du ruban de la Médaille Militaire

Faits prisonniers le 30 juin 1940 à Angevillers, les combattants sont arrivés en Allemagne au stalag II-D le 15 août 1940 et libérés le 11 juin 1945.

## Drapeau
Il porte, cousues en lettres d'or dans ses plis, les inscriptions suivantes :
- Trippstadt 1794 (en)
- Luxembourg 1795
- Verdun 1917
- L'Aisne 1918
- L'Ailette 1918
- Vauxaillon 1918
- La Lys 1918

## Décorations
Sa cravate est décorée de la croix de guerre 1914-1918 avec 5 palmes.
Il porte la Fourragère aux couleurs du ruban de la Médaille militaire décernée le 29 novembre 1918.

## Insigne
Ovale loup progressant dans les bois.

## Personnalités ayant servi au169eRI
- Robert André-Michel (1884-1914), historien, sergent au régiment en août-septembre 1914. Son nom est inscrit au Panthéon parmi les 560 écrivains morts pour la France pendant la Première Guerre mondiale.

## Sources et bibliographie
- À partir du Recueil d'Historiques de l'Infanterie Française (Général Andolenko - Eurimprim 1969).